# Route 309 (Nouvelle-Écosse)
Pour les articles homonymes, voir Route 309.
La route 309 est une route secondaire de la Nouvelle-Écosse effectuant une boucle en forme de «U» située dans l'extrême sud-ouest de la province. Elle dessert la côte de l'océan Atlantique, entre Barrington et Clyde River (en). De plus, elle mesure 26 kilomètres, et est une route asphaltée sur l'entièreté de son tracé.

## Tracé
La route 309 débute dans le village de Barrington, sur la route 3. Elle se dirige ensuite vers le sud en suivant la baie de Barrington, et traverse ensuite Upper Port La Tour. Elle se dirige ensuite vers le nord pour le reste de son parcours, passant près du parc provincial Cape Negro. Elle traverse Port Clyde et Clyde River (en), où elle se termine sur la route 103, à sa sortie 28.

## Communautés traversées
1. Barrington
2. Coffinscroft
3. Villagedale
4. Upper Port La Tour
5. Reynoldscroft
6. Cape Negro
7. Thomasville
8. Port Clyde
9. Clyde River (en)